# (4007) Эвриал
(4007) Эвриал (лат. Euryalos, др.-греч. Εὐρύαλος) — типичный троянский астероид Юпитера, движущийся в точке Лагранжа L4, в 60° впереди планеты. Астероид был открыт 19 сентября 1973 года американскими астрономами К. Й. ван Хаутеном, И. ван Хаутен-Груневельд и Томом Герельсом в Паломарской обсерватории и назван в честь Эвриала, одного из героев Троянской войны.

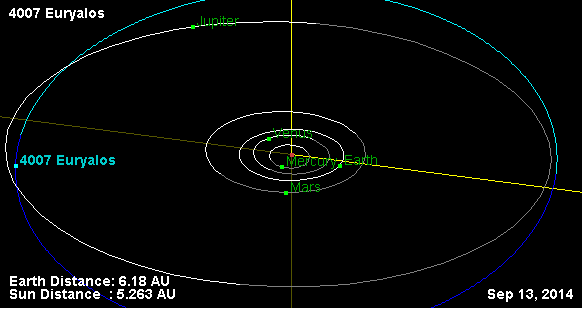
Орбита астероида Эвриал и его положение в Солнечной системе

Фотометрические наблюдения, проведённые в 1995 году, позволили получить кривые блеска этого тела, из которых следовало, что период вращения астероида вокруг своей оси равняется 6,391 ± 0,005 часам, с изменением блеска по мере вращения 0,07 ± 0,01 m.